# マライ・メントライン
マライ・メントライン（Marei Mentlein、1983年 - ）は、ドイツ出身の翻訳家、通訳、エッセイスト。2008年から日本に在住し、ドイツに関係する仕事を幅広く手がけ「職業はドイツ人」を自称する。ドイツ公共放送ZDF東京支局プロデューサー。千代田区観光アンバサダー。

## 経歴
1983年生まれ、ドイツ北部のシュレースヴィヒ＝ホルシュタイン州キール出身。父親はキール大学の生化学の教授で、母親は中・高校生に美術と音楽を教えていた。毎年夏にはキャンピングカーに乗り、家族4人で1か月ほどヨーロッパ中を旅して回った。
小学生になったばかりの6歳の時に、叔母に連れられて行った民族博物館で象形文字から発展した漢字の成り立ちを知り感銘を受ける。小学校5年生で大学進学コースの中高に進むことを選択する。11歳のときにオーストリアのユースキャンプに参加し、はじめて日本人の友達ができる。
13歳のときに日本語教室に通い、15歳のときにキールの別の高校の日本語クラブに入る。高校生のときの交換留学では日本を選び、1999年8月に来日して兵庫県立姫路飾西高等学校に通う。はじめのうちはうまく会話ができなかったが、留学から4か月くらい経った頃のシンガポールへの修学旅行をきっかけに積極的に日本語を話すようになる。姫路飾西高校には10か月通い、2000年6月にドイツに帰国する。
2002年、ボン大学に入学し、日本地域研究を学ぶ。日本語を忘れたくなかったことからいろいろな奨学金に応募し、ボン大学3年生のときに文科省奨学金を得て、早稲田大学の留学生対象の語学コースに1年間参加できることが決まり2004年9月に再来日する。早稲田大学に留学中にブログを開始する。2004年11月に開催された留学生と日本人の交流会でワセダミステリクラブOBの神島大輔と出会い、翌年の夏にドイツに帰国する頃には結婚の約束を交わしていた。2005年8月にドイツに帰国後は遠距離恋愛を続け、2008年にライン・フリードリヒ・ヴィルヘルム大学ボンを卒業する。
ドイツで就職することも考えたが日本に移住することを決め、2008年9月に来日し、10月に結婚した。12月にNHK『テレビでドイツ語』のキャスト募集に応募したところ合格し、2009年から2年にわたりキャスターを務める。番組をきっかけにドイツ語の翻訳や通訳の依頼が増えたこともあり、名刺を作り、裏面には「ドイツのことなら任せてください！」と吹き出し付きの似顔絵を入れた。その名刺の効果か、次第に翻訳や通訳以外のドイツ絡みの様々な仕事も舞い込むようになり、やがて「職業はドイツ人」を自称するようになる。
2011年3月11日に東日本大震災がおこったときは夫婦でドイツに帰省しており、日本に戻ったのは約1か月後だった。ドイツでも原発事故に対する関心は強く、マライはドイツのテレビ局ZDFからインタビューの翻訳などを頼まれるようになった。またNHKの「NHKスペシャル」「ETV特集」のスイス取材にも通訳として同行した。
2013年からゲーテ・インスティトゥート東京の図書館スタッフとしてソーシャルメディアとイベント担当を2年ほどつとめる。2014年から駐日ドイツ大使館のサイトで「マライ・de・ミステリ」の連載を開始、また『ミステリマガジン』でコラムを執筆する。
2015年末よりドイツのテレビ局ドイツ公共放送ZDFの東京支局のプロデューサーをつとめる。
2018年、港区の観光大使に就任、その後、千代田区観光協会の観光アンバサダーに就任する。
2020年より杉江松恋と、クイック・ジャパンウェブで芥川賞・直木賞の「全候補作徹底討論＆受賞予想」を開始、2023年からはWEB本の雑誌に場を移している。
日本女子大学に2023年4月に新設された国際文化学部の特別招聘教授に就任する。

## 出演

### テレビ
- テレビでドイツ語（NHK教育テレビ）
- ワイド!スクランブル（テレビ朝日系） - コメンテーター（2018年10月 - ）[3][22][23]
- 所さん!事件ですよ（NHK） - ゲスト[24]

### ラジオ
- まいにちドイツ語（NHKラジオ第2放送）
- JAM THE PLANET（J-WAVE） - レギュラーゲスト[5]

## 連載
- 「北緯54.2度の本棚を飛び出す」（『ミステリマガジン』早川書房）[12]
- 「マライ・de・ミステリ」（「YOUNG GERMANY」ドイツ大使館）[25]
- 「ニホンゴ」再定義（文芸ウェブメディア「小説丸」）

## 著書
- 『ドイツ語エッセイ 笑うときにも真面目なんです』NHK出版、2017年8月18日[26]、ISBN 978-4-14-035149-9
- 『本音で対論！ いまどきの「ドイツ」と「日本」』池上彰,増田ユリヤとの共著、PHP研究所、2021年8月26日[27]、ISBN 978-4-569-84989-8
- 『マウスと仲間たち 楽しく♥かんたん ドイツ語』Jリサーチ出版、2022年10月10日[28]、ISBN 9784863925731
- 『ゴジラvs.自衛隊 アニメの「戦争論」』小泉悠,高橋杉雄,太田啓之との共著、文藝春秋〈文春新書〉、2025年1月17日[29]、ISBN 9784166614806
- 『日本語再定義』小学館、2025年6月18日[30]、ISBN 9784093898133

## 監修
- 『銀河英雄伝説 Die Neue These』（2018年 - 2022年、アニメ） - ドイツ語監修[5][31][32]
- 『まいにちふれるドイツ語手帳2024』（白水社）
- 『まいにちふれるドイツ語手帳2025』（白水社）[33]